# Illirizmus

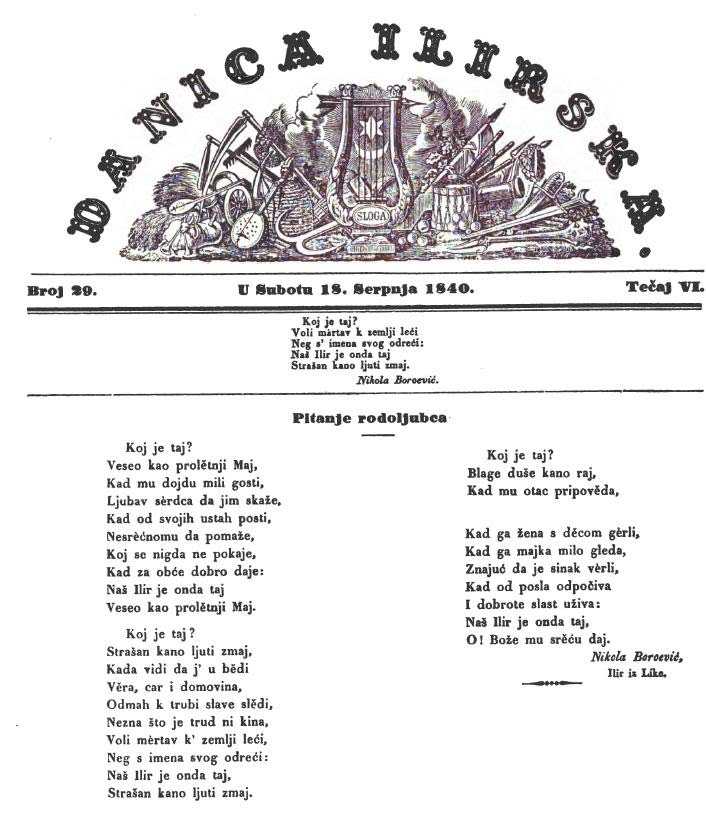
Ljudevit Gaj újsága a Danica Ilirska

Az illír mozgalom vagy illirizmus a horvátoknál 1830 körül kialakult nemzeti mozgalom a szerb, a horvát és a szlovén nép politikai és kulturális egyesítésére.

## Története
Kezdetben a politikai, irodalmi és kulturális központja Zágráb lett. Itt alapították az első nyomdát, szervezték a Matica hrvatska horvát olvasókört, építették a Nemzeti Színházat és a Zeneakadémiát. Bécs támogatta az illirizmust, hogy a belviszályok által gátolja és nehezítse a magyar reformországgyűléseken kibontakozó alkotmányosságot.
A 19. századi mozgalom célja a délszláv népek egyesítése volt egy államban. Vezetője Ljudevit Gaj (1809–1872)  Horvátország autonómiájáért küzdött, a horvát nyelvnek a magyarral és latinnal szembeni elismertetéséért és a délszláv népek politikai egyesítéséért. Hívei 1848-49-ben a Habsburgok oldalán, a magyar forradalom ellen harcoltak.
Rokonságot mutat a nacionalizmussal de az önálló nemzetállam kívánalma nélkül egy közös szláv állam megteremtése a célja, ezért konnacionalista mozgalomnak tekinthető. Középpontjában a Balkán állt, ahol sok szláv élt a két nagyhatalom, az Oszmán Birodalom és az Osztrák–Magyar Monarchia uralma alatt.